# David Loy
David Robert Loy (geboren 1947) ist ein US-amerikanischer Philosoph, Autor und zugelassener Lehrer der Sanbo-Kyodan-Tradition des japanischen Zen-Buddhismus.

## Biographie

### Frühes Leben
Loy wurde in der Panama-Kanal-Region geboren. Sein Vater war in der U.S. Navy, weshalb seine Familie viel reisen musste. Er besuchte das Carleton College in Minnesota und verbrachte seine Jugend mit dem Studium der Philosophie am King’s College London. Nach seinem Abschluss im Jahr 1969 ging er nach San Francisco und anschließend nach Hawaii, wo er begann den Zen-Buddhismus zu praktizieren.

### Zen Studien
Im Jahr 1971 begann er mit dem Zen-Studium bei dem japanischen Zen-Meister Yamada Koun Roshi in Kamakura, Japan, sowie Robert Aitken in Hawaii. Im Jahr 1984 zog er nach Kamakura in Japan, um weiter Zen mit Yamada Koun zu praktizieren, dem Direktor von Sanbo Kyodan. Er vollendete seine formellen Koan-Studien im Jahr 1988 mit Yamada Koun und erhielt den Dharmanamen Tetsu-un „Weise Wolke“.

### Karriere
Sein Hauptforschungsinteresse gilt dem Dialog zwischen Buddhismus und der Gegenwart, speziell die Auswirkungen der buddhistischen Lehre auf die Gesellschaft. In Ergänzung zu seinen wissenschaftlichen Vorlesungen bietet er Workshops und Vorlesungen an und leitet Meditationskurse in den USA und international.
Loy erhielt den Master of Arts in asiatischer Philosophie von der University of Hawaii im Jahr 1975, und seinen Doktor in Philosophie im Jahr 1984 von der National University of Singapore.
Er war ein erfahrener Lehrer für Philosophie am Department of Singapore University von 1978 bis 1984.
Von 1990 bis Januar 2006 war er als Philosophieprofessor an der Bunkyo University im japanischen Chigasaki. Anschließend akzeptierte er den Besl Family Chair of Ethics/Religion & Society, eine vorübergehende Stellung an der Xavier University in Cincinnati, Ohio, welche im September 2010 endete.
Im Juni 2014 erhielt er die Ehrendoktorwürde des Carleton College, seiner Alma Mater, für seinen Beitrag zum Buddhismus im Westen. Diese Auszeichnung gab er im April 2016 zurück als Zeichen des Protests gegen die Entscheidung der College-Verwaltung, nicht aus fossilen Energieunternehmen zu desinvestieren.
David Loy bietet Vorlesungen, Workshops und Rückzugsmeditationen zu verschiedenen Themen an, mit einem hauptsächlichen Fokus des Einflusses des Buddhismus auf die Gegenwart. Er ist besonders an sozialen und ökologischen Problemen interessiert.

## Publikationen
Loy ist Autor verschiedener Bücher über vergleichende Philosophie und Ethik:
- Nonduality: A Study in Comparative Philosophy (New Haven, Conn: Yale University Press, 1988). Eine Taschenbuchedition wurde bei Humanities Press im Jahr 1997 veröffentlicht. Eine deutsche Edition (übersetzt von Clemens Wilhelm) wurde als Nondualität: Über die Natur der Wirklichkeit von Krüger, Frankfurt, im Jahr 1998 veröffentlicht.  Eine spanische Edition (übersetzt von Fernando Mora and David Gonzalez Raga) wurde als No dualidad von der Kairos Press im Jahr 2000 veröffentlicht.  Korrektur von Robert Zeuschner[7] und Karl H. Potter.[8]
- Lack and Transcendence: The Problem of Death and Life in Psychotherapy, Existentialism, and Buddhism (Atlantic Highlands, New Jersey: Humanities Press, 1996). Ausgezeichnet 1999  mit dem Frederick J. Streng Bücherpreis der Society for Buddhist-Christian Studies, für das beste Buche des Jahres. Eine Taschenbuchausgabe erschien bei Humanity Books im Jahr 2000.  (review)
- A Buddhist History of the West: Studies in Lack (SUNY Press, 2002).
- The Great Awakening: A Buddhist Social Theory (Boston: Wisdom Publications, 2003).
- The Dharma of Dragons and Daemons: Buddhist Themes in Modern Fantasy (Boston: Wisdom Publications, 2004).
- Money, Sex, War, Karma: Notes for a Buddhist Revolution (Wisdom Publications, 2008). Übersetzt in: Spanisch, Italienisch, Französisch, Niederländisch, Koreanisch, Thai, Japanisch und Estnisch.
- Awareness Bound and Unbound: Buddhist Essays (SUNY Press, 2009).
- The World Is Made of Stories (Wisdom Publications, 2010).
- A New Buddhist Path: Enlightenment, Evolution, and Ethics in the Modern World (Wisdom Publications, 2015).

## Privatleben
Er ist verheiratet mit Linda Goodhew, eine ehemalige Professorin für Englischsprachige Literatur an der Gakushūin-Universität in Tokio, Japan, und Mitautorin von The Dharma of Dragons and Daemons. Sie leben in der Nähe von Boulder, Colorado, und haben einen Sohn, Mark Loy Goodhew.